# Шмальгаузен, Иван Иванович
Ива́н Ива́нович Шмальга́узен (11 (23) апреля 1884 года, Киев — 7 октября 1963 года, Москва) — советский биолог. Всемирно известный теоретик эволюционного учения XX столетия.
Академик АН СССР (1935), АН УССР (1922).
Почётный член Германской академии естествоиспытателей «Леопольдина» (1958), Германской академии наук (1960), Академии зоологии в Агре (Индия, 1962).

## Биография
Родился в 1884 году в Киеве. Его отец, Иван Фёдорович Шмальгаузен (1849—1894) — известный ботаник, профессор Петербургского и Киевского университетов, рано умер.
И. И. Шмальгаузен закончил Первую киевскую мужскую гимназию в 1901 году. Затем поступил на физико-математический факультет университета Святого Владимира. Лекции профессора А. Н. Северцова способствовали увлечению И. И. Шмальгаузена сравнительной анатомией. В 1905 году, будучи студентом университета, исполнял обязанности ассистента профессора Северцова на Высших женских курсах. Студенческая работа, посвящённая Шмальгаузеном изучению развития конечностей у земноводных, получила золотую медаль. Учился И. И. Шмальгаузен с перерывами. Сначала его исключили из университета за участие в студенческих беспорядках, но затем снова приняли в университет, однако начавшаяся вскоре революция (1905—1907 годы) привела к временному закрытию университета. И только в 1907 году Шмальгаузен получил диплом Киевского университета.
В 1910 году по рекомендации А. Н. Северцова И. И. Шмальгаузена утвердили штатным лаборантом зоологической лаборатории.
В 1912 году А. Н. Северцов занял освободившееся после ухода в отставку М. А. Мензбира место профессора сравнительной анатомии Московского университета и пригласил И. И. Шмальгаузена в Москву на должность ассистента. С 1913 по 1918 годы И. И. Шмальгаузен занимал должность приват-доцента на кафедре Московского университета, которую возглавлял А. Н. Северцов.
С 1918 года — профессор Воронежского университета.
С 1921 года — профессор Киевского университета.
C 1935 года — академик АН СССР.
В 1939—1948 годах — профессор Московского университета, заведовал кафедрой дарвинизма, организованной им же. В числе других «менделистов-вейсманистов-морганистов» Приказом Министерства высшего образования СССР от 23 августа 1948 года № 1208 «О состоянии преподавания биологических дисциплин в университетах и о мерах по укреплению биологических факультетов квалифицированными кадрами биологов-мичуринцев» освобождён от работы «как проводивший активную борьбу против мичуринцев и мичуринского учения и не обеспечивший воспитания советской молодёжи в духе передовой мичуринской биологии».
В 1930—1941 годах — директор Института зоологии и биологии АН УССР.
В 1936—1948 годах — директор Института эволюционной морфологии АН СССР. После избрания И. И. Шмальгаузена академиком АН СССР, его в этом же году назначили директором Биологического института имени К. А. Тимирязева АН СССР, а также директором лаборатории экспериментальной зоологии и морфологии. Эти два научных учреждения в 1936 году объединили, и на их базе был создан Институт эволюционной морфологии, который после смерти А. Н. Северцова стал называться его именем.
После смерти А. Н. Северцова в 1936 году И. И. Шмальгаузен стал признанным лидером советских эволюционных морфологов и эмбриологов.
В 1936 году участник IV съезда зоологов, анатомов и гистологов в Киеве.
С 1938 года И. И. Шмальгаузен — заведующий кафедрой дарвинизма Московского государственного университета.
В 1948—1955 годах — старший научный сотрудник Зоологического института АН СССР.
В 1955 году подписал «Письмо трёхсот». Выступал с критикой взглядов Т. Лысенко.
В 1955—1963 годах — заведующий лабораторией эмбриологии Зоологического института АН СССР.
В 1961 году Иван Иванович тяжело заболел. В больнице он закончил рукопись книги «Регуляция формообразования в индивидуальном развитии». Выйдя из больницы в 1962 году, Шмальгаузен усиленно работал, несмотря на плохое здоровье, и в течение 1962—1963 годов дописал монографию «Происхождение наземных позвоночных», начатую ещё до болезни. В ней дана полная и стройная картина перехода позвоночных от водной жизни к наземной. В это же время Иван Иванович начал писать книгу о применении кибернетики в биологии, но осенью 1963 года болезнь обострилась, и Шмальгаузен скончался.

## Основные направления научной деятельности
теоретические, описательные, экспериментальные исследования по:
- эволюционной морфологии
- изучению процессов роста организмов
- по сравнительной анатомии и эмбриологии
- феногенетике и формообразованию
- происхождению наземных позвоночных
- факторам, путям, закономерностям эволюции
- биокибернетике.

## Награды
- орден Трудового Красного Знамени (10.06.1945)
- Дарвиновская медаль Германской академии естествоиспытателей «Леопольдина» (1958)
- Золотая медаль имени И. И. Мечникова (1963)
- Премия имени А. О. Ковалевского (1964)

## Основные сочинения
- Шмальгаузен И. И. Основы сравнительной анатомии позвоночных. Гос. изд. [1923]. VIII + 425 с (Книга выдержала 4 издания, последнее — в 1947 г.)
- Шмальгаузен И. И. Организм как целое в индивидуальном и историческом развитии. М.-Л. Изд-во академии наук СССР, 1938. 144 с.
- Шмальгаузен И. И. Пути и закономерности эволюционного процесса. М.-Л. Из-во АН СССР. Напеч. в Москве 1939. 232 с.
- Шмальгаузен И. И. Факторы эволюции (теория стабилизирующего отбора). М.-Л., Изд-во АН СССР, 16-я тип. треста Полиграфкнига в Москве, 1946. 396 с.
- Schmalhausen I. I. Factors of Evolution: The Theory of Stabilizing Selection, Blakiston, Philadelphia (1949)
- Шмальгаузен И. И. Кибернетические вопросы биологии / Под общ. ред. и с предисл. Р. Л. Берг и А. А. Ляпунова. Новосибирск, Наука, сиб. отделение. 1968. 224 с.
- Шмальгаузен И. И. Вопросы дарвинизма: Неопубл. работы / ред.-сост. И. М. Медведева; Отв. ред. А. В. Иванов, Э. И. Воробьева; М. Наука, 1990 158 с.

## Память
Похоронен на Новодевичьем кладбище
- Отделение общей биологии Российской академии наук за выдающиеся работы по проблемам эволюционной биологии присуждает премию имени И. И. Шмальгаузена.
- Киевский Институт зоологии Национальной академии наук Украины носит имя Ивана Ивановича Шмальгаузена;
- Президиум Национальной академии наук Украины учредил премию имени И. И. Шмальгаузена.